# وفرجین
وفرجین، روستایی از توابع بخش مرکزی شهرستان همدان در استان همدان است.

## جمعیت
این روستا در دهستان الوندکوه غربی قرار دارد و براساس سرشماری مرکز آمار ایران در سال ۱۳۹۵، جمعیت آن ۱۶۶۵ نفر (۴۸۶خانوار) بوده‌است.

## زبان
مردم وفرجین به زبان فارسی صحبت میکنند.